# Jean Charvein
Jean Charvein  est un directeur de la photographie français, né le 14 novembre 1928 dans le 10e arrondissement de Paris et mort le 4 octobre 2013 à Nîmes,.

## Biographie
Jean Charvein avait commencé sa carrière comme assistant caméra auprès de Nicolas Hayer, à la fin des années 1940. Devenu cadreur en 1960, sur Zazie dans le métro de Louis Malle, il travaille alors aux côtés de directeurs de la photo réputés : Jean Badal, Andreas Winding, Claude Renoir, Henri Decaë. À la fin des années 1960, il est désormais lui-même directeur de la photo, et collabore notamment avec Étienne Périer, Jacques Poitrenaud, Édouard Molinaro, Jacques Deray...

## Filmographie

### Au cinéma
- 1963 : Symphonie pour un massacre de Jacques Deray
- 1964 : Èves futures de Jacques Baratier (court métrage)
- 1965 : Par un beau matin d'été de Jacques Deray
- 1968 : Adolphe ou l'Âge tendre de Bernard Toublanc-Michel
- 1970 : Et Salammbô ? de Jean-Pierre Richard (court métrage)
- 1971 : Qu'est-ce qui fait courir les crocodiles ? de Jacques Poitrenaud
- 1972 : Décembre (film) de Mohammed Lakhdar-Hamina
- 1973 : Les Hommes de Daniel Vigne
- 1974 : Un train peut en cacher un autre de Jacques Colombat
- 1975 : Le Malin plaisir de Bernard Toublanc-Michel
- 1977 : L'Autre France d'Ali Ghalem
- 1977 : L'Homme pressé d'Édouard Molinaro
- 1978 : La Part du feu d'Étienne Périer
- 1978 : Un papillon sur l'épaule de Jacques Deray
- 1979 : Un si joli village d'Étienne Périer
- 1981 : Une sale affaire d'Alain Bonnot
- 1984 : La Smala de Jean-Loup Hubert

### À la télévision
- 1979 : La Confusion des sentiments d'Étienne Périer
- 1982 : Les Secrets de la princesse de Cadignan de Jacques Deray
- 1984 : Un homme va être assassiné de Dolorès Grassian
- 1988 : La Garçonne d'Étienne Périer
- 1993 : La Vérité en face d'Étienne Périer